# ミニキュスティス・ロセア
ミニキュスティス・ロセア（Minicystis rosea）は、粘液細菌の一種。
2018年時点では、発見されている原核生物の中では最大のゲノムを持つ。
フィリピンの腐葉土サンプルから発見された。捕食性や子実体形成、粘液胞子形成などを行う典型的な粘液細菌である。ゲノムサイズは16Mbpを超えており（1604万0666塩基対）、原核生物最大である。推定遺伝子数は14,018ヶ所で、これは動物であるキイロショウジョウバエ（13,931ヶ所）すら上回っており、20,117ヶ所のヒトの7割ほどにも達する。
学名は、幾つかのラテン語やギリシャ語からの造語で、ラテン語としては「バラ色の、小さな袋」といったほどの意味がある。胞子嚢が小さいこと、遊走細胞がピンク色なことに因む。